# アジアの女
『アジアの女』（アジアのおんな）は、2006年9月28日から10月15日に新国立劇場で上演された日本の舞台作品。作・演出は長塚圭史、主演は富田靖子。なお、2019年9月6日から9月29日に吉田鋼太郎演出、石原さとみ主演でBunkamuraシアターコクーンにおいて再演された。
2019年12月14日にWOWOWにおいて9月26日公演の模様が放送された。

## 概要
まだ構想が固まっていなかった頃に、演出と脚本を手掛けた長塚圭史が新国立劇場で芸術監督を務めていた栗山民也に相談したところ、ミヒャエル・エンデを薦められた。そのことがきっかけとなって、長塚は「モモ」や「指輪物語」を読み込み、感化された形でこの戯曲を書き上げた。2019年に再演されるにあたり、長塚はこの「アジアの女」を「愚かな社会において自分に何を期待するのか、愚かな社会に自分が期待することは何なのかという思いを紡いだ」戯曲であると語っている。

## あらすじ
ともに精神を病んでいた兄と妹は未曽有の大地震によって倒壊寸前の家に住み続けていた。震災後、兄である晃郎は心の病から抜け出せずにずっと酒を呑むだけの日々を過ごしていたが、一方で同じように精神を病んでいた妹の麻希子は少しずつではあるが、心の闇から抜け出そうとしていた。そんなある日、心の病に侵されたままの晃郎と心の病から抜け出す光を見つけた麻希子のところへ、一ノ瀬と名乗る作家が姿を現し、晃郎に対して物語を書かせるように迫る。一方で、麻希子に一途な恋心を抱いている刑事の村田は仕事を忘れるほどに懸命に晃郎と麻希子の面倒を見ている。そんな最中、一ノ瀬の誘いで久しぶりに外に出た麻希子は鳥居という女性と出会い、ある仕事に手を出すことになる。5人それぞれに抱かれた思いを心の鏡として映し出す。

## キャスト / スタッフ

### 2006年 新国立劇場版

#### キャスト
- 麻希子 - 富田靖子[1]
- 晃郎 - 近藤芳正
- 村田 - 菅原永二
- 鳥居 - 峯村リエ
- 一ノ瀬 - 岩松了

#### スタッフ
- 作・演出 - 長塚圭史[1]
- 美術 - 二村周作
- 照明 - 小川幾雄
- 音響 - 加藤温
- 衣裳 - 宮本まさ江
- ヘアメイク - 綿貫尚美
- 演出助手 - 長町多寿子
- 芸術監督 - 栗山民也
- 舞台監督 - 矢野森一

### 2019年 シアターコクーン版

#### キャスト
- 麻希子 - 石原さとみ[2]
- 晃郎 - 山内圭哉
- 村田 - 矢本悠馬
- 鳥居 - 水口早香
- 一ノ瀬 - 吉田鋼太郎

#### スタッフ
- 作 - 長塚圭史
- 演出 - 吉田鋼太郎[2]
- 美術 - 秋山光洋
- 照明 - 原田保
- 音響 - 角張正雄
- 衣裳 - 早川すみれ
- ヘアメイク - 大和田一美
- 演出助手 - 井上尊晶
- 技術監督 - 福澤諭志
- 舞台監督 - 川除学

## 上演日程
- 2006年09月28日 - 10月15日 / 東京・新国立劇場 小劇場
- 2019年09月06日 - 09月29日 / 東京・Bunkamuraシアターコクーン

## 放送日程
WOWOW
放送日：2019年12月14日
収録日：2019年09月26日
収録場所：東京・Bunkamraシアターコクーン　